# Nepenthes vieillardii
Espèce
Classification phylogénétique
Statut de conservation UICN

 LC  : Préoccupation mineure
Statut CITES
Nepenthes vieillardii, Népenthès gourde du mineur, est une plante insectivore endémique de Nouvelle-Calédonie. Sa position géographique très particulière dans cette collectivité d'outre-mer en fait le Népenthès le plus oriental du monde.

## Étymologie
Son nom vient du Français Eugène Vieillard, collectionneur de plantes au XIXe siècle.